# Comuna de Jędrzejów
Jędrzejów (polaco: Gmina Jędrzejów) é uma gminy (comuna) na Polónia, na voivodia de Santa Cruz e no condado de Jędrzejowski. A sede do condado é a cidade de Jędrzejów.
De acordo com os censos de 2004, a comuna tem 29 291 habitantes, com uma densidade 128,7 hab/km².

## Área
Estende-se por uma área de 227,52 km², incluindo:
- área agricola: 69%
- área florestal: 22%

## Demografia
Dados de 30 de Junho 2004:
|                      | Total   | Total | Mulheres | Mulheres | Homens  | Homens |
| -------------------- | ------- | ----- | -------- | -------- | ------- | ------ |
|                      | pessoas | %     | pessoas  | %        | pessoas | %      |
| População            | 29 291  | 100   | 15 008   | 51,2     | 14 283  | 48,8   |
| Densidade (pop./km²) | 128,7   | 100   | 66       | 66       | 62,8    | 62,8   |

De acordo com dados de 2005, o rendimento médio per capita ascendia a 1422,93 zł.

## Comunas vizinhas
- Imielno, Małogoszcz, Nagłowice, Oksa, Sędziszów, Sobków, Wodzisław